# Thelypteris neglecta
Thelypteris neglecta är en kärrbräkenväxtart som först beskrevs av Alexander Curt Brade och Rosenst., och fick sitt nu gällande namn av Ren-Chang Ching. Thelypteris neglecta ingår i släktet Thelypteris och familjen Thelypteridaceae. Inga underarter finns listade.